# Parti démocratique italien d'unité monarchiste
Le Parti démocratique italien d'unité monarchiste (en italien : Partito Democratico Italiano di Unità Monarchica, PDIUM) est un parti politique italien de droite, monarchiste et libéral-conservateur actif entre 1959 et 1972.

## Historique

### Fondation du PDI
Le 26 mars 1969, le Parti national monarchiste (PNM) mandate son secrétaire et président de groupe parlementaire Alfredo Covelli pour négocier la réunification de la mouvance monarchiste italienne avec le Parti monarchiste populaire (PMP). La fusion est annoncée le 11 avril suivant, sous le nom de Parti démocratique italien (en italien : Partito Democratico Italiano, PDI).
Le PDI compte désormais 24 députés sur 630 et sept sénateurs sur 315. L'union entre le PNM et le PMP fait par ailleurs tomber le pacte d'unité d'action associant le Parti national avec le Mouvement social italien (MSI). Le premier test électoral — les élections régionales du 7 juin 1959 en Sicile — constitue une contreperformance pour le PDI, puisqu'il totalise 4,7 % des voix et trois conseillers sur 90, contre 12,7 % des exprimés et 12 sièges pour les deux partis — déjà associés — lors du scrutin de 1955.

### Le PDIUM
Lors du congrès du 4 avril 1961, le PDI change de nom pour devenir le Parti démocratique italien d'unité monarchiste. À cette occasion, Covelli annonce que la formation est prête à se rapprocher du Parti libéral italien (PLI), rejette toute alliance avec le MSI et indique que le PDIUM ne prendra jamais part à une majorité gouvernementale avec le Parti social-démocrate italien (PSDI) ou le Parti républicain italien (PRI).
Pourtant lors de l'élection présidentielle de 1962, les monarchistes votent au 1er et 3e tour pour un candidat du Mouvement social italien. Au 2e tour, ils soutiennent Achille Lauro, membre du PDIUM et ancien maire de Naples. À partir du 4e tour de scrutin, ils appuient le candidat de la Démocratie chrétienne (DC) Antonio Segni.
Les élections générales des 28 et 29 avril 1963 sont une défaite pour le PDIUM. Avec 1,8 % des voix et huit sièges à la Chambre des députés, les monarchistes perdent 3,1 points et 17 mandats. L'échec est identique au Sénat de la République, où le PDIUM recueille 1,6 % et deux élus, soit 3,5 points et cinq sénateurs de moins.
La chute se confirme lors des élections générales des 19 et 20 mai 1968. Les législatives donnent seulement 1,3 % et six députés au PDIUM, tandis que les sénatoriales lui accordent le même résultat qu'en 1963. Les élections régionales de juin 1970 ne voient pas les monarchistes se redresser.

### Fusion avec le MSI
Le Ve congrès du parti, en février 1972, donne à la direction nationale le mandat de négocier un nouveau pacte d'action avec le MSI. Une alliance électorale est d'abord conclue pour les élections générales anticipées des 7 et 8 mai suivants sous le nom de Mouvement social italien – Droite nationale (MSI-DN). Avec 8,7 % à la Chambre et 9,2 % au Sénat, la coalition électorale est un succès.
Le 10 juillet, le conseil national du PDIUM valide officiellement la fusion avec le MSI-DN. Alfredo Covelli en est élu président l'année suivante, mais après la contreperformance des élections de 1976, il mène une scission, Démocratie nationale (DN).

## Résultats électoraux

### Élections générales
| Année | Chambre des députés | Chambre des députés | Sénat de la République | Sénat de la République | Rang | Gouvernement |
| Année | %                   | Mandats             | %                      | Mandats                | Rang | Gouvernement |
| ----- | ------------------- | ------------------- | ---------------------- | ---------------------- | ---- | ------------ |
| 1963  | 1,75                | 8 / 630             | 1,56                   | 2 / 315                | 7e   | Opposition   |
| 1968  | 1,30                | 6 / 630             | 1,09                   | 2 / 315                | 8e   | Opposition   |